# Morska pijavica kod Rovinja 1992.
Dana 10. kolovoza 1992. godine pojavila se morska pijavica praćena olujnim vjetrom u neposrednoj blizini gradića Rovinja.
Nevrijeme je počelo oko 13.50h.
Turistički brod "Jablanac" se našao zahvaćen tim nevremenom u blizini otoka Svetog Andrije. Brod s 90 putnika nije izdržao nalet nevremena te je potonuo, a dvoje izletnika je poginulo. Jedna nestala djevojčica nikada nije pronađena.
Smatra se da je pojava pijavice bila rezultatom duljeg razdoblja vrlo toplog vremena i izrazito toplog mora kraj Rovinja, čija je temperatura te dane dosegla 28° C.